# A gdy jest już ciemno
A gdy jest już ciemno – pierwszy singel zespołu Feel z albumu Feel.
Zespół zdobył dzięki niemu Bursztynowego Słowika i Słowika Publiczności na Sopot Festival 2007.

## Teledysk
Teledysk wyreżyserował Tomasz Bulenda.

## Notowania
| Lista                              | Pozycja |
| ---------------------------------- | ------- |
| POPLista RMF FM                    | 1       |
| Gorąca 20. - Radio Eska            | 1       |
| HOP-BĘC - RMF MAXXX                | 1       |
| Lista przebojów Programu Trzeciego | 39      |
| SLiP                               | 2       |

## Podejrzenia o plagiat
Kilka dni po festiwalu zaczęto podejrzewać, że piosenka jest plagiatem utworu Coming Around Again Carly Simon. Odpowiedzią zespołu było zlecenie sporządzenia opinii prawnej. Specjalistyczna analiza porównawcza wykluczyła plagiat, a od strony prawnej istnieje domniemanie, że Piotr Kupicha jest prawowitym autorem piosenki.